# 성검전설: 레전드 오브 마나
《성검전설: 레전드 오브 마나》는 스퀘어 (현 스퀘어 에닉스)가 제작한 1999년 플레이스테이션용 액션 롤플레잉 게임이다. 1995년에 발매된 《성검전설 3》 이후 출시된 《성검전설》 시리즈 네 번째 작품이다.
전작들의 액션 롤플레잉 게임플레이을 물려받았으나, 《레전드 오브 마나》에선 게임 진행에 따라 세계의 맵 구조를 바꾸는 비선형 게임플레이가 가미된 것이 특징이다. 제작에는 시리즈 기획자 이시이 코이치, 디자이너 마츠이 아키히코, 프로듀서 카와즈 아키토시가 참여했다.
플레이스테이션으로 발매 당시 첫 주에 40만 장의 판매량을 기록해 선방했으며, 1999년 말까지 70만 장을 판매했다. 시모무라 요코의 사운드트랙과 미려하고 알록달록한 그래픽은 호평을 받았지만 방향성이 불분명한 이야기를 약점으로 꼽히면서 언론으로부터 복합적인 평가를 받았다.
2021년 6월 24일, 그래픽을 고해상도화하고 적 인카운터 설정 등 편의성 기능을 추가한 리마스터판이 마이크로소프트 윈도우, 닌텐도 스위치 및 플레이스테이션 4로 출시됐다.

## 개발 및 출시
《레전드 오브 마나》는 1993년 3월 도쿄 게임 쇼에서 공개하기 직전에 스퀘어가 따로 먼저 발표했다. 일본서 1997년 7월 큰 기대와 함께 출시됐으며, 게임 내에는 《프론트 미션 3》, 《듀프리즘》, 《베이그란트 스토리》, 《크로노 크로스》같은 스퀘어의 출시 예정 작품들의 데모들이 수록돼있었다. 북미 지역에선 본래 《크로노 크로스》와 《듀프리즘》과 함께 2000년 7~8월 경에 발매될 예정이었으나 출시일이 앞당겨서 6월 6일에 발매됐다.

## 참조
1. ↑  일본어: 聖剣伝説 レジェンド·オブ·マナ, 영어판 제목 《레전드 오브 마나》(Legend of Mana)